# Prosternon
Prosternon är ett släkte av skalbaggar som beskrevs av Pierre André Latreille 1834. Prosternon ingår i familjen knäppare.
Släktet innehåller bara arten Prosternon tessellatum.

## Bildgalleri

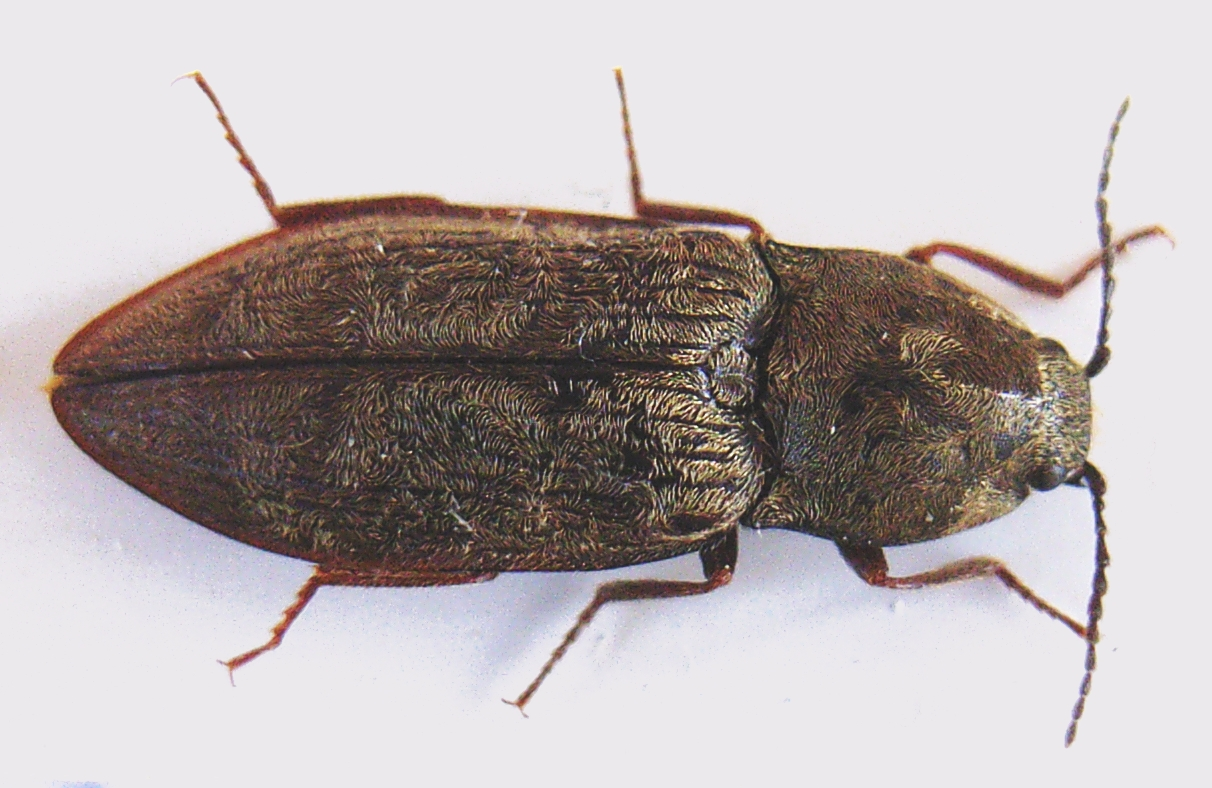